# Tipulodina monozona
Tipulodina monozona is een tweevleugelige uit de familie langpootmuggen (Tipulidae). De soort komt voor in het Oriëntaals gebied.